# Caso Sócrates-Independente

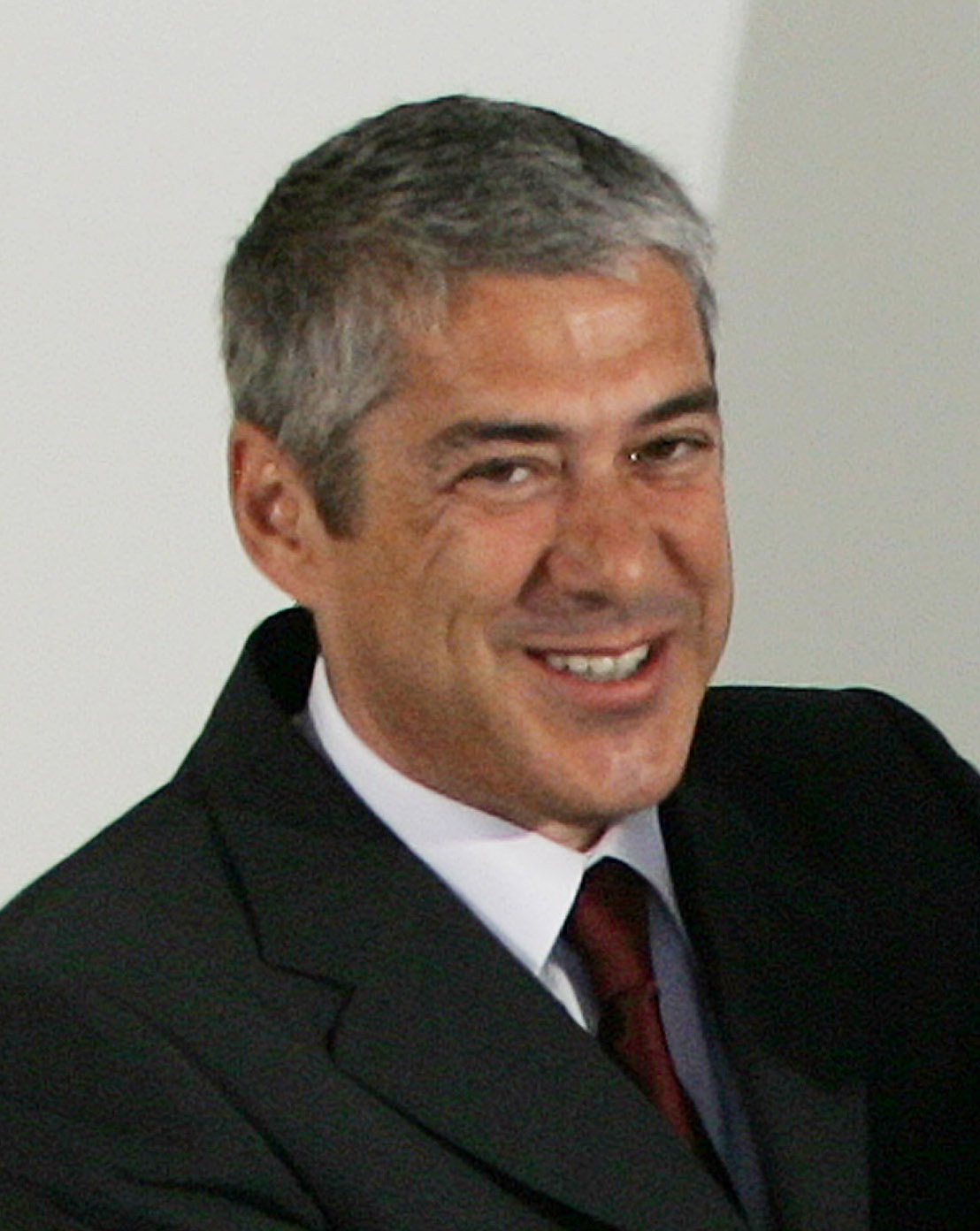
José Sócrates.

O caso Sócrates-Independente refere-se à discussão pública, iniciada em 2007, sobre as condições em que José Sócrates, político português e primeiro-ministro de 12 de Março de 2005 a 21 de Junho de 2011, obteve a licenciatura em Engenharia Civil na Universidade Independente, em Lisboa. Questões adicionais foram paralelamente levantadas, relacionadas directa ou indirectamente com este caso.
No processo da licenciatura de Sócrates há documentos por assinar e carimbar, datas confusas, contradições nas notas, professores repetidos.
Sócrates terminou o bacharelato no Instituto Superior de Engenharia Civil de Coimbra em 1979. Quinze anos mais tarde, já deputado, inscreve-se no curso do ISEL (Instituto Superior de Engenharia de Lisboa), onde termina dez cadeiras semestrais e deixa doze por fazer. 
Em 1995, o reitor da Independente aceita a sua inscrição - sem receber o certificado de habilitações do ISEL (chega depois). Na UnI, conclui cinco disciplinas - entre as quais Inglês Técnico -, quatro leccionadas pelo mesmo professor. 
As classificações de quatro cadeiras são lançadas num domingo de Agosto.
Os documentos relativos à licenciatura de José Sócrates conhecido são fotocópias dos originais.
Rui Verde, ex-vice-reitor da Universidade Independente e condenado pela prática de vários crimes na gestão daquele estabelecimento de ensino, disse, em Novembro de 2011, ao jornal Público, que os documentos originais da licenciatura do ex-primeiro-ministro estão em sua posse. O Departamento Central de Investigação e Acção Penal considera que o ex-vice-reitor da Universidade Independente, Rui Verde, cometeu um crime de subtração de documentos autênticos.
Em dezembro de 2015, o Ministério Público afirmou que o título foi obtido na Universidade Independente de forma irregular. Mas decidiu não pedir a anulação porque o Estado não fiscalizou e por já ter passado muito tempo. Para evitar que o Estado possa ter de vir a pagar indemnizações, o Ministério Público arquivou a ação em que se pedia a anulação da licenciatura, mas o antigo vice-reitor da UnI, Rui Verde, vai recorrer para a procuradora-geral da República.
A procuradora responsável pelo processo no Tribunal Administrativo de Lisboa considerou que as licenciaturas de ex-alunos da Independente estão «feridas de nulidade» (além de Sócrates, foram analisados outros sete casos em que houve atribuição de equivalências).

## Investigação jornalística
José Sócrates, político português filiado no Partido Socialista, havia ingressado em meados da década de 1970 no recém-criado Instituto Superior de Engenharia de Coimbra, tendo obtido um diploma de bacharelato como engenheiro técnico civil.
Ao longo de Março e Abril de 2007, o diário Público e o semanário Expresso colocaram em causa a licitude com que a licenciatura de José Sócrates foi obtida na Universidade Independente (UnI) em 1996, uma instituição privada então recentemente formada.
O ex-primeiro-ministro, apenas deu autorização a um jornalista do Público para consultar o seu processo académico na Universidade Independente, depois de concertar posições com o ex-reitor, Luís Arouca. Sócrates falou 10 vezes com Arouca durante o período mais intenso do escrutínio que vários jornais fizeram à forma como o então líder do PS tinha concluído a licenciatura de Engenharia Civil na UnI, sendo que a maioria das vezes a iniciativa partiu do então chefe de Governo. Todas essas conversas, ocorridas entre 15 e 26 de Março de 2007, acabaram por ser interceptadas, após autorização de um juiz, pela Polícia Judiciária (PJ), através do telemóvel de Arouca.
Numa das conversas de Sócrates com Luís Arouca, Sócrates pede ao ex-reitor para ocultar os nomes dos seus professores. Quatro cadeiras foram ministradas por António José Morais e a disciplina de Inglês Técnico foi ministrada por Eurico Calado e cujo exame final terá sido realizado a um domingo por Luís Arouca.
A Universidade Independente começou a ser investigada sobre estas e outras alegadas irregularidades no seu funcionamento, culminando em 9 de Abril de 2007 com a recomendação de que o Ministro da Ciência e Ensino Superior procedesse ao seu encerramento compulsivo, o que veio a ser determinado em Agosto de 2007. 
O primeiro ministro Sócrates, ao telefone, ameaçou jornalistas para que deixassem de escrever sobre as alegadas irregularidades da sua licenciatura.

## Defesa e investigação judicial
Dado que se estava a avolumar a pressão mediática, o primeiro-ministro expôs a sua versão dos factos no dia 11 de Abril de 2007, numa entrevista em directo para a RTP 1 e a RDP. Sócrates alegou não ter sido favorecido pela Universidade Independente na obtenção do seu grau académico, defendendo a autenticidade da sua licenciatura, e declarou estar a ser alvo de declarações maliciosas.
Nessa entrevista José Sócrates justifica ter pedido transferência do Instituto Superior de Engenharia de Lisboa (ISEL) para a Universidade Independente (UnI) por, na UnI, haver uma licenciatura e o curso do ISEL apenas lhe dar equivalência. Além disso, refere, a UnI "era perto do ISEL" e tinha regime pós-laboral. Havia, contudo, uma questão que pareceu não incomodar o então deputado socialista o curso da UnI, tal como o do ISEL áquela data, não era reconhecido pela Ordem dos Engenheiros. 
Luís Arouca, reitor da UnI aceitou a candidatura sem lhe ter sido entregue o certificado de habilitações do ISEL e as classificações de quatro cadeiras foram lançadas num domingo de Agosto. Sócrates alega que "um aluno não é responsável pelo funcionamento" da universidade que frequenta. O ex-primeiro-ministro disse ainda que integrava uma turma "especial, de alunos oriundos de outras instituições", razão pela qual foi o amigo Arouca o docente de Inglês Técnico e não o regente da cadeira, como era norma.
Uma enorme coincidência foi a explicação dada para o facto de António José Morais, filiado no PS e antigo ocupante de cargos dirigentes nos governos socialistas de Guterres e de Sócrates, ter sido, ao mesmo tempo, professor de quatro das cinco cadeiras (disciplinas) ministradas ao futuro líder do PS na Universidade Independente. Quanto ao constar, na sua biografia de deputado, como "engenheiro civil", o chefe de Governo disse não se lembrar por já ter sido há 14 anos.
A Procuradoria-Geral da República abriu um inquérito sobre este assunto e arquivou-o dias depois em 31 de Julho de 2007, considerando que pela análise aos elementos de prova recolhidos não se tinha verificado a prática de crime de Falsificação de documento.
Mais tarde, já em 2012, descobriu-se que os documentos relativos à licenciatura de José Sócrates apreendidos pela PJ e analisados pela procuradora Cândida Almeida são fotocópias e uma delas alterada em relação ao original. 
Esta foi a principal base documental do inquérito judicial que concluiu, em 2007, não ter havido qualquer ilegalidade, nomeadamente falsificação, na forma como José Sócrates obteve o grau de licenciado em Engenharia Civil.
Em Março de 2012, António Morais, antigo professor de Sócrates na Universidade Independente, afirmou em tribunal que a universidade obrigou o ex-primeiro-ministro a frequentar cinco disciplinas apenas para lhe cobrar as propinas. Morais, que diz ter leccionado quatro dessas cinco disciplinas, fundamentou essa afirmação com a alegação de que Sócrates já tinha direito à licenciatura quando se matriculou na Universidade Independente, isto porque, argumentou, o número de horas de aulas que Sócrates tinha tido no bacharelato, em Coimbra, e depois no Instituto Superior de Engenharia de Lisboa (ISEL) era superior ao número de horas exigido para a licenciatura.
Em novembro de 2014, no julgamento sobre irregularidades na Universidade Independente, o ex-vice-reitor Rui Verde negou que José Sócrates tenha cumprido os requisitos legais para a licenciatura. Depondo que "Pelos meios formais do funcionamento da universidade não foi licenciado". Afirmando que foi licenciado pelo reitor Luiz Arouca.

## Questões adicionais
Antes de ter obtido a sua licenciatura, José Sócrates apareceu na biografia oficial do Parlamento Português com a profissão de engenheiro, quando pelas suas qualificações à data apenas poderia referir engenheiro técnico.. Sócrates respondeu a esta questão dizendo tratar-se provavelmente de um mal-entendido da responsabilidade dos serviços parlamentares. Antes e depois de obter o seu diploma de licenciatura, Sócrates utilizou o título de engenheiro em diversos documentos oficiais (em vez de licenciado em engenharia), apesar de o seu curso de engenharia civil não ser acreditado pela Ordem dos Engenheiros, organismo que regula a profissão em Portugal, nem de ter prestado provas de admissão à Ordem. 
Em Portugal, defende Sócrates, é usual engenheiros técnicos e licenciados em engenharia serem intitulados apenas por engenheiros. Importa referir que noutras profissões o título dos licenciados é ainda mais insólito, como é o caso de licenciados em medicina, economia, direito, psicologia, entre outros, em que o título de Doutor é usado mesmo sem o grau de Doutorado.
A biografia publicada pela Presidência do Conselho de Ministros refere que José Sócrates possui uma pós-graduação em Engenharia Sanitária pela Escola Nacional de Saúde Pública, contudo, esta pós-graduação não existe naquele estabelecimento.
Em 3 de Novembro de 2007 o semanário Expresso, publicou uma notícia com novas suspeitas quanto às habilitações do primeiro-ministro. Este quando se candidatou a uma pós-graduação no ISCTE-IUL (ISCTE - Instituto Universitário de Lisboa), terá incluído no currículo a prática de funções de engenheiro civil na Câmara da Covilhã, entre 1981 e 1987. O advogado José Maria Martins disse, citado pelo semanário, que este é um facto falso e que, sendo o currículo um dos critérios de admissão ao curso, foi utilizado de forma a induzir o instituto de que seria engenheiro civil.
Veio entretanto a público que nesse período Sócrates terá de facto assinado, como engenheiro, dezenas de projectos de engenharia e inclusivamente de arquitectura, sem ter as habilitações necessárias e sem estar inscrito na Ordem.
Em Junho de 2011, o antigo responsável pelos cursos de Engenharia da Universidade Independente, Eurico Calado, afirmou ao tribunal que julga um dos processos-crime relacionados com esta instituição que José Sócrates «não é engenheiro».
Em abril de 2013, o antigo vice-reitor da Universidade Independente Rui Verde pediu a declaração de nulidade do curso do antigo primeiro-ministro dirigida ao Procurador da República do Tribunal Administrativo do Círculo de Lisboa, por questões formais envolvendo a avaliação de Sócrates, nomeadamente a disciplina de inglês Técnico e a concessão de equivalências.
Em 10 de dezembro de 2015, o Ministério Público  considera ilegal a conclusão do curso de Engenharia Civil de José Sócrates na Universidade Independente, mas mesmo assim decidiu não intentar uma acção administrativa para invalidar o diploma.
A licenciatura de José Sócrates foi considerada nula, mas este mantém o título de engenheiro. A equivalência concedida ao antigo primeiro-ministro em várias disciplinas na Universidade Independente é ilegal porque foi realizada por um órgão que não tem competência legal para tal, mas o princípio de segurança jurídica sobrepõem-se à legalidade, pelo que este continua a ser engenheiro. O caso verificou o incumprimento de todo o procedimento legalmente exigido para a atribuição de equivalências. E isso "acarreta a nulidade dos atos subsequentes", ou seja, "todo o percurso académico", nomeadamente "o ato de atribuição das suas licenciaturas".
O fecho da Universidade Independente esteve relacionado com a licenciatura de José Sócrates. Rui Verde, foi detido a 20 de março de 2007. "No dia seguinte ia ter com uma jornalista para lhe dar documentos sobre a licenciatura de Sócrates".
Em outubro de 2017, a Ordem dos Engenheiros esclareceu que José Sócrates não é engenheiro.

## Intervenção na Wikipédia
Dia 17 de Agosto de 2007 foi revelado que todas as referências na Wikipédia anglófona ao caso Sócrates-Independente tinham sido removidas a partir de um computador pertencente à rede governamental. As remoções, contudo, foram rapidamente anuladas.

## Veer também
- José Sócrates#Caso Sócrates-Independente